# Merih Demiral
Merih Demiral (* 5. března 1998 Karamürsel) je turecký profesionální fotbalista, který hraje na pozici obránce v saúdskoarabském klubu Al Ahli a v tureckém národním týmu.

## Klubová kariéra
Demiral prošel mládeží istanbulského Fenerbahçe a v roce 2016 se přesunul do portugalského týmu AC Alcanenense. V lednu 2017 odešel na půlroční hostování do rezervnímu týmu Sportingu a debutoval v Segunda Lize 5. února 2017 při domácím utkání proti Famalicãu. Na konci sezóny přestoupil do týmu natrvalo.
Dne 15. srpna 2018 odešel na hostování do tureckého klubu Alanyaspor. 29. ledna 2019 trvale přestoupil do Alanyasporu za cenu ve výši 3,5 milionu euro. 30. ledna 2019 odešel do klubu italské Serie A, do Sassuola, na hostování s povinnou opcí. V Serii A debutoval 24. února při domácí remíze 1:1 proti SPALu, a své první dva góly v klubu vstřelil 4. dubna v zápase s Chievem.

### Juventus
Dne 5. července 2019 přestoupil Demiral ze Sassuola do Juventusu za částku okolo 18 milionů euro a v klubu podepsal pětiletou smlouvu. Stal se prvním tureckým hráčem, který hrál v klubu. V klubu debutoval 21. září při domácím vítězství 2:1 nad Veronou. Následně debutoval i v Lize mistrů, a to 11. prosince v zápase základní skupiny při výhře 2:0 nad Bayerem Leverkusen. 12. ledna 2020 vstřelil svůj první gól v klubu při výhře 2:1 nad AS Řím, později však byl vystřídán Matthijsem de Ligtem poté, co utrpěl zranění předního zkříženého vazu. Na hřiště se vrátil 1. srpna v domácím utkání, a to opět proti AS Řím.

## Reprezentační kariéra
Debutoval v reprezentaci 20. listopadu 2018 v přátelském utkání proti Ukrajině, když v 85. minutě vystřídal Merta Müldüra.

## Statistiky

### Klubové
K 9. březnu 2021
| Klub          | Sezóna  | Liga                   | Liga   | Liga | Pohár  | Pohár | Evropské poháry | Evropské poháry | Ostatní | Ostatní | Celkem | Celkem |
| Klub          | Sezóna  | Liga                   | Zápasy | Góly | Zápasy | Góly  | Zápasy          | Góly            | Zápasy  | Góly    | Zápasy | Góly   |
| ------------- | ------- | ---------------------- | ------ | ---- | ------ | ----- | --------------- | --------------- | ------- | ------- | ------ | ------ |
| Alcanenense   | 2016/17 | Campeonato de Portugal | 12     | 0    | 1      | 0     | —               | —               | —       | —       | 13     | 1      |
| Sporting CP B | 2016/17 | Segunda Liga           | 3      | 0    | —      | —     | —               | —               | —       | —       | 3      | 0      |
| Sporting CP B | 2017/18 | Segunda Liga           | 26     | 0    | 0      | 0     | —               | —               | —       | —       | 26     | 0      |
| Sporting CP B | Celkem  | Celkem                 | 29     | 0    | 0      | 0     | 0               | 0               | 0       | 0       | 29     | 0      |
| Sporting CP   | 2017/18 | Primeira Liga          | —      | —    | 1      | 0     | —               | —               | —       | —       | 1      | 0      |
| Alanyaspor    | 2018/19 | Süper Lig              | 16     | 1    | 0      | 0     | —               | —               | —       | —       | 16     | 1      |
| Sassuolo      | 2018/19 | Serie A                | 14     | 2    | —      | —     | —               | —               | —       | —       | 14     | 2      |
| Juventus      | 2019/20 | Serie A                | 6      | 1    | 0      | 0     | 1               | 0               | 1       | 0       | 8      | 1      |
| Juventus      | 2020/21 | Serie A                | 14     | 0    | 4      | 0     | 5               | 0               | 0       | 0       | 23     | 0      |
| Juventus      | Celkem  | Celkem                 | 20     | 1    | 4      | 0     | 6               | 0               | 1       | 0       | 31     | 1      |
| Celkem        | Celkem  | Celkem                 | 91     | 5    | 6      | 0     | 6               | 0               | 1       | 0       | 104    | 5      |

### Reprezentační
K 2. červenci 2024
| Turecko | Turecko | Turecko |
| Rok     | Zápasy  | Góly    |
| ------- | ------- | ------- |
| 2018    | 1       | 0       |
| 2019    | 11      | 0       |
| 2020    | 7       | 0       |
| 2021    | 12      | 1       |
| 2022    | 4       | 1       |
| 2023    | 6       | 0       |
| 2024    | 7       | 2       |
| Celkem  | 48      | 4       |

## Ocenění
Juventus
- Serie A: 2019/20[20]
- Supercoppa Italiana: 2019 (druhé místo); 2020

Turecko U20
- Tournoi de Toulon: 2018 (třetí místo)[21]